# T1E4
A T1E4 harckocsi a T1E1 és T1E3 tanulmánytervek tapasztalatainak összegzésével készült.

## Műszaki adatai
- Hasmagasság: 0,36 m
- Üzemanyagtartály: 189 l
- Üzemanyagfogyasztás: 118-157 l/100 km
- Gázlóképesség: 1 m
- Lépcsőmászó képesség: 0,7 m
- Árokáthidaló képesség: 2,1 m
- Mászóképesség: 45°

## Külső hivatkozások
Kép a T1E2 és T1E4 harckocsiról